# Kumberg
Kumberg är en ort och kommun i Österrike. Den ligger i distriktet Graz-Umgebung i förbundslandet Steiermark,  130 km sydväst om huvudstaden Wien. 
Kommunen består av fyra orter/ortsdelar (Ortschaften) (inom parentes invånarantal 1 januari 2024):
- Gschwendt (997)
- Hofstätten (400)
- Kumberg (1 766)
- Rabnitz (759)